# Schootsekerk
De Schootsekerk is een kerkgebouw dat zich bevindt aan de Schootsestraat 47 in het Eindhovense stadsdeel Strijp.
De bakstenen kerk in expressionistische stijl werd gebouwd in 1934 als Hervormde kerk. Architect was Ferdinand Jantzen.
De kerk werd in 1974 door de Hervormden afgestoten. Dezen gingen nu de Gereformeerde Maranathakerk medegebruiken. In hetzelfde jaar werd de Schootsekerk in gebruik genomen als Christelijke Gereformeerde kerk. De Christelijke Gereformeerden kerkten voordien in een gebouw aan de Plaggenstraat.
Kenmerkend is het zeer hoge zadeldak op deze zaalkerk. Een zware ronde boog markeert de ingang. De verticale lijnen in de zijgevels zijn opvallend. Een vierkante toren, nauwelijks hoger dan het dak, wordt bekroond door een hoge, met koper beslagen spits, die ondertussen met blauwgroen patina is bedekt. De stijl van het gebouw doet aan art deco denken.